# Tân cổ điển

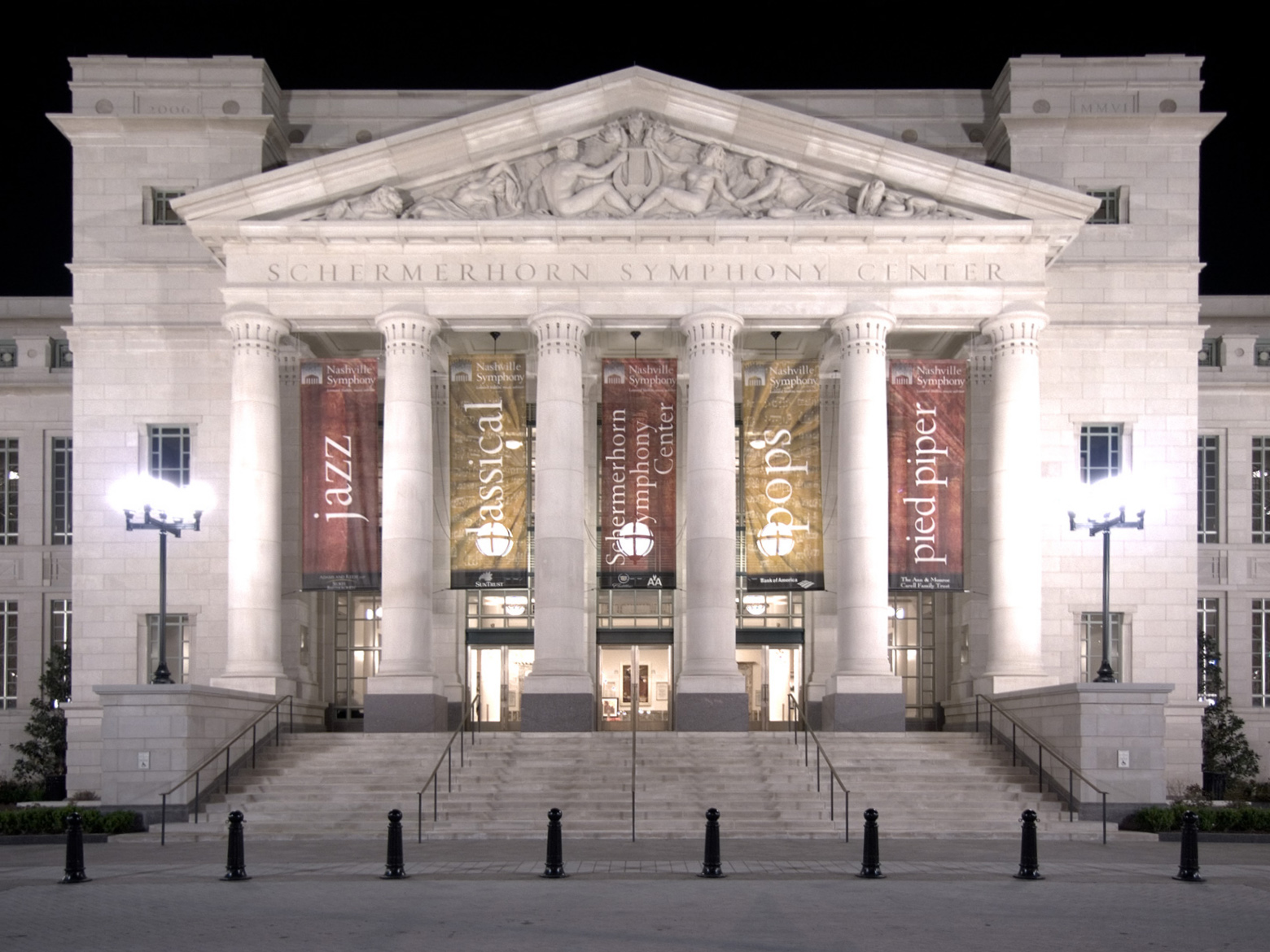
Trung tâm nhạc giao hưởng Schermerhorn

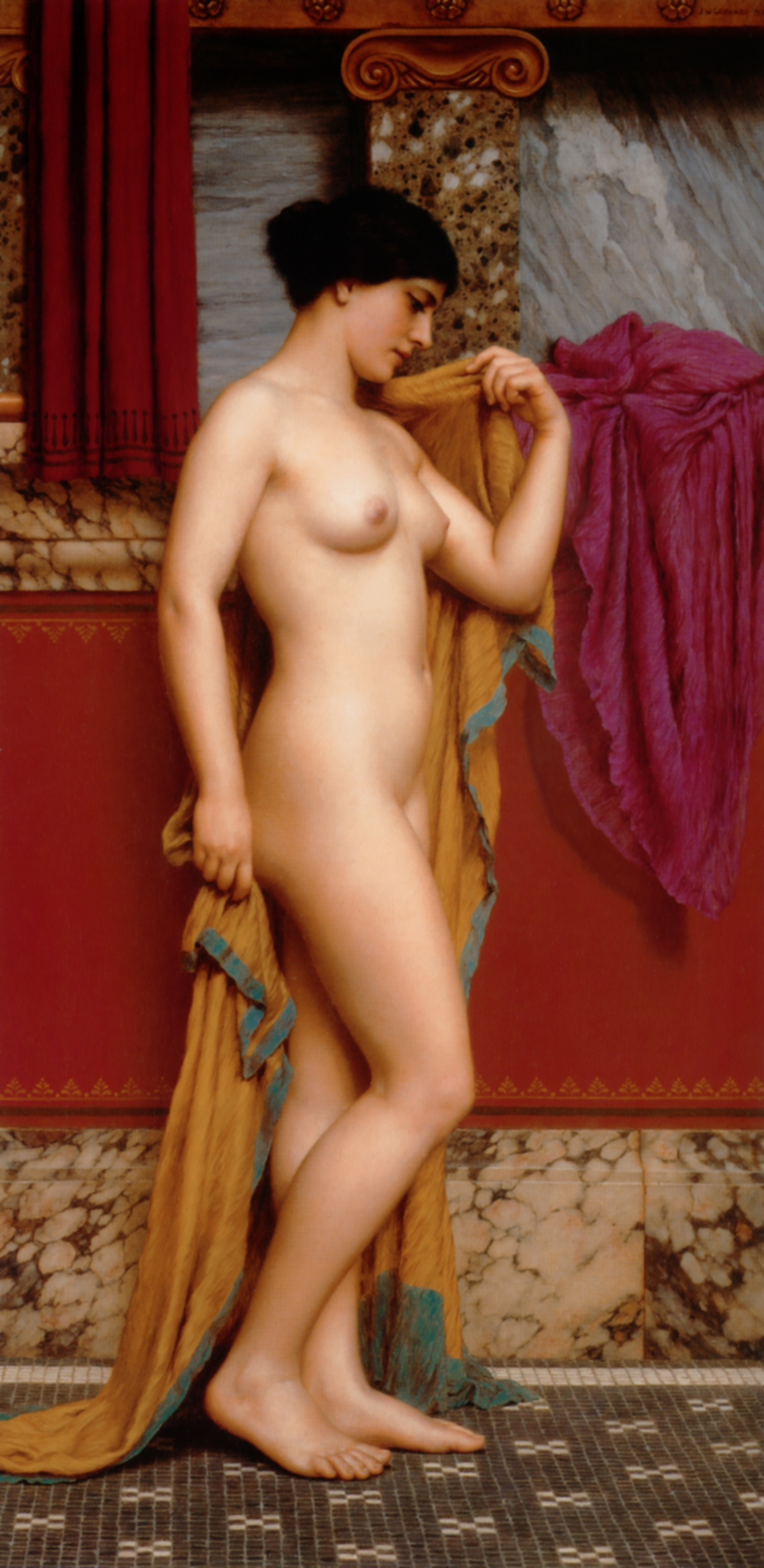
Một bức tranh hội họa theo trường phái Tân Cổ điển ở châu Âu của họa sĩ John William Godward

Tân cổ điển là một trào lưu nghệ thuật trang trí, nghệ thuật thị giác, văn học, âm nhạc và kiến trúc lấy cảm hứng từ văn hóa và nghệ thuật cổ điển phương Tây (thường là của Hy Lạp cổ đại và La Mã cổ đại). Trào lưu này thống trị bắc Âu từ giữa thế kỷ 18 tới cuối thế kỷ 19. Tân cổ điển trong văn hóa, nghệ thuật và kiến trúc, phát triển như một lời đáp trả đối với Rococo, một trào lưu được cho là quá lố và nông cạn. Về mặt kiến trúc, trào lưu Tân cổ điển có những nét tương đồng với kiến trúc cổ điển và kiến trúc Phục hưng, bao gồm tính trật tự và giản đơn, về mặt nghệ thuật, trào lưu này được khuôn mẫu theo những tác phẩm của thế giới cổ điển, thường bao gồm các đề tài chính trị về chiến tranh và lòng dũng cảm.
- Kiến trúc Tân cổ điển
- Hội họa Tân cổ điển

## Liên kết
- Neoclassicism in the "History of Art" Lưu trữ ngày 26 tháng 1 năm 2021 tại Wayback Machine
- "Neoclassicism Style Guide". British Galleries. Victoria and Albert Museum. Bản gốc lưu trữ ngày 3 tháng 8 năm 2012. Truy cập ngày 17 tháng 7 năm 2007.
- Neo-classical drawings in the Flemish Art Collection Lưu trữ ngày 27 tháng 12 năm 2008 tại Wayback Machine
- 19th Century Sculpture Derived From Greek Hellenistic Influence: Jacob Ungerer
- The Neoclassicising of Pompeii Lưu trữ ngày 14 tháng 8 năm 2011 tại Wayback Machine